# Glutops bandus
Glutops bandus är en tvåvingeart som beskrevs av Teskey 1970. Glutops bandus ingår i släktet Glutops och familjen Pelecorhynchidae.
Artens utbredningsområde är Kalifornien. Inga underarter finns listade i Catalogue of Life.